# Zeitleisten von Star Trek
Dieser Artikel gibt einen Überblick über die Chronologie der Star-Trek-Fernsehserien und -Kinofilme, hauptsächlich bezogen auf die Handlungszeit, aber auch auf die Entstehungszeit.

## Sternzeit
Außer in Star Trek: Enterprise werden Daten in allen Star-Trek-Serien normalerweise in der sogenannten Sternzeit (stardate) angegeben. Es handelt sich dabei um eine nicht eindeutig auf den gregorianischen Kalender abbildbare Zeitrechnung. Sie bestand zunächst aus einer vierstelligen Zahl und einer Nachkommastelle und wurde von den Schöpfern von Star Trek eingeführt, um Ereignisse in einer fernen Zukunft schildern zu können, ohne die einzelnen Episoden auf konkrete Daten festlegen zu müssen. Anfänglich existierten keinerlei Richtlinien für diese „Sternzeit“; den Autoren der Serie stand es frei, willkürliche Zahlenkombinationen zu wählen. 
Mit dem Start von Raumschiff Enterprise – Das nächste Jahrhundert wurde eine überarbeitete Sternzeit eingeführt, die etwas systematischer aufgebaut ist. Das neue System bestand aus einer fünfstelligen Zahl mit einer Nachkommastelle, deren zweite Stelle ungefähr einem Kalenderjahr entspricht (Sternzeit 41xxx.x entspricht 2364, 42xxx.x entspricht 2365 usw.). Dieses System wurde für alle Serien und Filme, die im 24. Jahrhundert oder später spielen, übernommen. Die Angaben nach der zweiten Stelle blieben allerdings weiter häufig inkonsistent.
Diese fiktive „Sternzeit“ ist nicht zu verwechseln mit dem astronomischen Zeitmaß Sternzeit. Der folgende Überblick hält sich an die üblicherweise verwendete Zuordnung der Star-Trek-Zeitangaben zum gregorianischen Kalender.

## Entwicklung der Star-Trek-Chronologie
Die Handlungszeit der 1966–1969 produzierten Originalserie Raumschiff Enterprise wurde durch die Verwendung der Sternzeit bewusst vage gehalten. Dadurch kam es aber zu Widersprüchen zwischen den wenigen Folgen, die tatsächlich Hinweise auf eine Handlungszeit enthalten. In der Folge Der schlafende Tiger wird gesagt, dass die 1990er Jahre mehr als hundert Jahre in der Vergangenheit liegen; damit müsste die Handlung im frühen 22. Jahrhundert spielen. In der Folge Tödliche Spiele auf Gothos wird hingegen eine Handlungszeit im 27. oder 28. Jahrhundert impliziert. In Seit es Menschen gibt wiederum wird angegeben, dass der Tod von Abraham Lincoln drei Jahrhunderte zurückliegt, was die Handlung etwa in die Mitte des 22. Jahrhunderts verlegen würde. Erst im Spielfilm Star Trek II: Der Zorn des Khan aus dem Jahr 1982 wurde etabliert, dass dessen Handlung (und damit auch die der vorangegangenen Star-Trek-Produktionen) im 23. Jahrhundert angesiedelt ist. Konkrete Jahreszahlen wurden aber weiterhin vermieden.
Als 1987 die Serie Raumschiff Enterprise – Das nächste Jahrhundert startete, war zunächst nur klar, dass sie im 24. Jahrhundert spielen sollte. Anfangs dachte man dabei offenbar konkret an das frühe 24. Jahrhundert, denn im Pilotfilm Der Mächtige / Mission Farpoint gibt Data an, seinen Abschluss an der Sternenflottenakademie im Jahr „’78“ (gemeint ist 2278) gemacht zu haben. Diese Idee wurde jedoch in Folge 1.26 (Die neutrale Zone) abgeändert. Hier wurde als Handlungsjahr 2364 angegeben. Sämtliche späteren Produktionen übernahmen die Chronologie, die mit der Folge Die Neutrale Zone etabliert wurde. Sie wurde auch rückwirkend auf die bereits produzierten Serien und Filme angewendet, wodurch nun die 2260er Jahre als Handlungszeit von Raumschiff Enterprise galten.
Die 2001–2005 produzierte Serie Star Trek: Enterprise verwendete durchgängig Datumsangaben des gregorianischen Kalenders, da sie zu einer Zeit vor der Gründung der Vereinigten Föderation der Planeten spielt, als das Sternzeit-System innerhalb des Star-Trek-Universums noch nicht etabliert war.
Im Gegensatz zur Handlungszeit der Serien und Filme blieb die Chronologie des späten 20. und frühen 21. Jahrhunderts weiterhin inkonsistent. Während in der Folge Der schlafende Tiger von Raumschiff Enterprise die „Eugenischen Kriege“ und der „Dritte Weltkrieg“ synonym verwendet und in den 1990er Jahren angesiedelt wurden, wurden in späteren, in den 1980er und 1990er Jahren produzierten Serien konkrete Jahreszahlen weitgehend vermieden. Der 1996 veröffentlichte Film Star Trek: Der erste Kontakt behandelte den „Dritten Weltkrieg“ dann als ein separates Ereignis, das zwischen 2026 und 2053 stattfand. 2022 wurde die Chronologie in der zweiten Staffel von Star Trek: Picard und der Pilotfolge von Star Trek: Strange New Worlds erneut revidiert: In Picard findet eine Zeitreise ins Jahr 2024 statt, in dem es offensichtlich (noch) keine „Eugenischen Kriege“ gegeben hat. Stattdessen wird nur auf ein „Projekt Khan“ referiert, das zwischen 1992 und 1996 stattfand und sich mit der Erschaffung genetisch aufgewerteter Menschen beschäftigte. In Strange New Worlds ist von einem (vermutlich um 2026 beginnenden) langen globalen Konflikt die Rede, der als „Zweiter amerikanischer Bürgerkrieg“ beginnt, später als „Eugenischer Krieg“ bezeichnet wird und schließlich in den „Dritten Weltkrieg“ mündet. Innerhalb des Star-Trek-Kanons werden diese Inkonsistenzen zum einen durch lückenhafte historische Aufzeichnungen erklärt. In Folge 2.03 (Morgen und morgen und morgen) von Star Trek: Strange New Worlds wurde zudem erwähnt, dass der in Star Trek: Enterprise thematisierte „Temporale Kalte Krieg“ zu einer Veränderung der ursprünglichen Zeitlinie führte, wodurch die „Eugenischen Kriege“ um mindestens 30 Jahre in die Zukunft verschoben wurden.

## Überblick über Handlungs- und Entstehungszeiträume
| Entstehungszeiträume |
| -------------------- |
|                      |

Die Tabelle nennt für jede Fernsehserie die in die angegebenen Handlungs- und Entstehungszeiträume gehörige Staffel (1–7, P = gesonderter Pilotfilm) und die zur Serie gehörigen Kinofilme (römische Zahlen). Farbig gekennzeichnet sind in der Spalte Handlungszeit diejenigen Jahre, die zu der im elften Kinofilm geschaffenen Kelvin-Zeitlinie gehören.
| Handlungs- zeit | Fernsehserie | Fernsehserie | Fernsehserie | Fernsehserie | Fernsehserie | Fernsehserie | Fernsehserie | Fernsehserie | Fernsehserie | Fernsehserie | Fernsehserie | Entstehungs- zeit |
| Handlungs- zeit | TOS          | TAS          | TNG          | DS9          | VOY          | ENT          | DSC          | PIC          | LD           | PRO          | SNW          | Entstehungs- zeit |
| --------------- | ------------ | ------------ | ------------ | ------------ | ------------ | ------------ | ------------ | ------------ | ------------ | ------------ | ------------ | ----------------- |
| 1986            | IV           |              |              |              |              |              |              |              |              |              |              | 1986              |
| 2024            |              |              |              |              |              |              |              | 2            |              |              |              | 2022              |
| 2063            |              |              | VIII         |              |              |              |              |              |              |              |              | 1996              |
| 2151–2152       |              |              |              |              |              | 1            |              |              |              |              |              | 2001–2002         |
| 2152–2153       |              |              |              |              |              | 2            |              |              |              |              |              | 2002–2003         |
| 2153–2154       |              |              |              |              |              | 3            |              |              |              |              |              | 2003–2004         |
| 2154–2155       |              |              |              |              |              | 4            |              |              |              |              |              | 2004–2005         |
| 2233–2258       | XI           |              |              |              |              |              |              |              |              |              |              | 2009              |
| 2254            | P            |              |              |              |              |              |              |              |              |              |              | 1965              |
| 2256–2257       |              |              |              |              |              |              | 1            |              |              |              |              | 2017–2018         |
| 2257–2258       |              |              |              |              |              |              | 2            |              |              |              |              | 2019              |
| 2259            |              |              |              |              |              |              |              |              |              |              | 1, 2         | 2022–2023         |
| 2259–2260       | XII          |              |              |              |              |              |              |              |              |              |              | 2013              |
| 2263            | XIII         |              |              |              |              |              |              |              |              |              |              | 2016              |
| 2265–2267       | 1            |              |              |              |              |              |              |              |              |              |              | 1966–1967         |
| 2267–2268       | 2            |              |              |              |              |              |              |              |              |              |              | 1967–1968         |
| 2268–2269       | 3            |              |              |              |              |              |              |              |              |              |              | 1968–1969         |
| 2269–2270       |              | 1            |              |              |              |              |              |              |              |              |              | 1973              |
| 2270            |              | 2            |              |              |              |              |              |              |              |              |              | 1974              |
| 2273            | I            |              |              |              |              |              |              |              |              |              |              | 1979              |
| 2285            | II, III      |              |              |              |              |              |              |              |              |              |              | 1982, 1984        |
| 2286            | IV           |              |              |              |              |              |              |              |              |              |              | 1986              |
| 2287            | V            |              |              |              |              |              |              |              |              |              |              | 1989              |
| 2293            | VI           |              |              |              |              |              |              |              |              |              |              | 1991              |
| 2293            | VII          |              |              |              |              |              |              |              |              |              |              | 1994              |
| 2324            |              |              |              |              |              |              | S31          |              |              |              |              | 2024              |
| 2364            |              |              | 1            |              |              |              |              |              |              |              |              | 1987–1988         |
| 2365            |              |              | 2            |              |              |              |              |              |              |              |              | 1988–1989         |
| 2366            |              |              | 3            |              |              |              |              |              |              |              |              | 1989–1990         |
| 2367            |              |              | 4            |              |              |              |              |              |              |              |              | 1990–1991         |
| 2368            |              |              | 5            |              |              |              |              |              |              |              |              | 1991–1992         |
| 2369            |              |              | 6            | 1            |              |              |              |              |              |              |              | 1992–1993         |
| 2370            |              |              | 7            | 2            |              |              |              |              |              |              |              | 1993–1994         |
| 2371            |              |              | VII          | 3            | 1, 2         |              |              |              |              |              |              | 1994–1995         |
| 2372            |              |              |              | 4            | 2            |              |              |              |              |              |              | 1995–1996         |
| 2373            |              |              | VIII         | 5            | 3            |              |              |              |              |              |              | 1996–1997         |
| 2374            |              |              |              | 6            | 4            |              |              |              |              |              |              | 1997–1998         |
| 2375            |              |              | IX           | 7            | 5            |              |              |              |              |              |              | 1998–1999         |
| 2376            |              |              |              |              | 6            |              |              |              |              |              |              | 1999–2000         |
| 2377–2378       |              |              |              |              | 7            |              |              |              |              |              |              | 2000–2001         |
| 2379            |              |              | X            |              |              |              |              |              |              |              |              | 2002              |
| 2380            |              |              |              |              |              |              |              |              | 1            |              |              | 2020              |
| 2381            |              |              |              |              |              |              |              |              | 2, 3, 4      |              |              | 2021–2023         |
| 2383–2384       |              |              |              |              |              |              |              |              |              | 1            |              | 2021–2022         |
| 2384–2385       |              |              |              |              |              |              |              |              |              | 2            |              | 2024              |
| 2387            | XI           |              |              |              |              |              |              |              |              |              |              | 2009              |
| 2399            |              |              |              |              |              |              |              | 1            |              |              |              | 2020              |
| 2401            |              |              |              |              |              |              |              | 2            |              |              |              | 2022              |
| 2401–2402       |              |              |              |              |              |              |              | 3            |              |              |              | 2023              |
| 3188–3189       |              |              |              |              |              |              | 3            |              |              |              |              | 2020–2021         |
| 3190            |              |              |              |              |              |              | 4            |              |              |              |              | 2021–2022         |
| 3191            |              |              |              |              |              |              | 5            |              |              |              |              | 2024              |

## Zeittafeln im fiktiven Star-Trek-Universum

### Hauptzeittafel

#### 4. Jahrhundert
- Wirken von Surak auf Vulkan (Raumschiff Enterprise: Folge 3.22 „Seit es Menschen gibt“)
- Abspaltung der Romulaner von den Vulkaniern (Star Trek: Enterprise: Folge 4.08 „Zeit des Erwachens“, Raumschiff Enterprise – Das nächste Jahrhundert: Folge 7.05 „Der Schachzug, Teil II“)

#### 9./10. Jahrhundert
- Kahless begründet das klingonische Reich (Raumschiff Enterprise – Das nächste Jahrhundert: Folge 6.23 „Der rechtmäßige Erbe“)

#### 19. Jahrhundert
- Die Skagaraner entführen eine Reihe von Menschen aus den USA, die sie als Arbeitskräfte für den Aufbau einer Siedlung in der delphischen Ausdehnung einsetzen. Nur sechs Monate nach der Landung auf dem neuen Planeten gelingt es den Menschen unter Führung von Cooper Smith, sich von der Fremdherrschaft zu befreien. (Star Trek: Enterprise: Folge 3.09 „Faustrecht“)
- 1888–1891: Redjac tötet als Jack the Ripper 17 Frauen in London. (Raumschiff Enterprise: Folge 2.07 „Der Wolf im Schafspelz“)
- 1893: Raumschiff Enterprise – Das nächste Jahrhundert: (Doppelfolge 5.26–6.01 „Gefahr aus dem 19. Jahrhundert“)

#### 20. Jahrhundert
- 1930: Raumschiff Enterprise (Folge 1.28 „Griff in die Geschichte“)
- 1932: Von einem Energiewesen, das von Furcht lebt, werden in Shanghai sieben Frauen erstochen. (Raumschiff Enterprise: Folge 2.07 „Der Wolf im Schafspelz“)
- 1937: Die Briori entführen 300 Personen von der Erde, bringen sie in den Delta-Quadranten und lassen sie als Sklaven arbeiten. Unter ihnen ist die Pilotin Amelia Earhart. (Star Trek: Raumschiff Voyager: Folge 2.01 „Die 37er“)
- 1944: Star Trek: Enterprise (Doppelfolge 4.01–02 „Sturmfront“)
- 1947: Star Trek: Deep Space Nine (Folge 4.07 „Kleine grüne Männchen“)
- 1950er: Star Trek: Enterprise (Folge 2.02 „Carbon Creek“)
- 1950er: Star Trek: Deep Space Nine (Folge 6.13 „Jenseits der Sterne“)
- 1968: Raumschiff Enterprise (Folge 2.26 „Ein Planet, genannt Erde“)
- 1969: Raumschiff Enterprise (Folge 1.19 „Morgen ist Gestern“)
- 1986: Star Trek IV: Zurück in die Gegenwart
- 1992–1996: ursprünglicher Zeitraum der Eugenischen Kriege[A 1] (durch den Temporalen Kalten Krieg mutmaßlich um ca. 30 Jahre in die Zukunft verschoben (Star Trek: Strange New Worlds: Folge 2.03 „Morgen und morgen und morgen“))
- 1996: Star Trek: Raumschiff Voyager (Doppelfolge 3.08–09 „Vor dem Ende der Zukunft“)
- 2000: Star Trek: Raumschiff Voyager (Folge 5.23 „23 Uhr 59“)

#### 21. Jahrhundert
- 2004: Star Trek: Enterprise (Folge 3.11 „Carpenter Street“)
- 2012: Auf der Erde wird, nach elf Jahren Bauzeit, das Millennium Gate eröffnet (Star Trek: Raumschiff Voyager: Folge 5.23 „23 Uhr 59“).
- 2022: Star Trek: Strange New Worlds (Folge 2.03: „Morgen und morgen und morgen“)
- 2024
  - April: Star Trek: Picard (Folge 2.03 „Assimilation“–2.10 „Abschied“)
  - August/September: Star Trek: Deep Space Nine (Doppelfolge 3.11–12 „Gefangen in der Vergangenheit“)
- 2026–2053: „Dritter Weltkrieg“: Die meisten der großen Städte sind zerstört, es gibt kaum noch Regierungen, 600 Millionen Tote.
- 19. Oktober 2032: John Marc Kelly (Lieutenant der ersten bemannten Mars-Mission ARES IV)  trifft als erster Mensch in der Geschichte auf eine Raumanomalie (Star Trek: Raumschiff Voyager, Folge 6.08 „Ein kleiner Schritt“).
- 2037: Das Raumschiff Charybdis unter dem Kommando von Colonel Stephen G. Richey wird gestartet. Es ist der dritte Versuch der Erde, das Sonnensystem zu verlassen. Der Kontakt mit der Charybdis bricht jedoch ab und das Schiff erreicht ohne Wissen der Erde 2044 den Planeten Theta 116 VIII (Raumschiff Enterprise – Das nächste Jahrhundert: Folge 2.12 „Hotel Royale“).
- 2047: Durch das Hermosa-Erdbeben versinken die Region um Los Angeles und große Teile der Westküste der USA im Pazifischen Ozean und verwandeln sich in ein riesiges Korallenriff (Star Trek: Raumschiff Voyager: 3.08–09 „Vor dem Ende der Zukunft, Teil 1“).
- 2053: In der Endphase des Dritten Weltkriegs werden mehrere hundert Menschen durch den geheimnisvollen Roten Engel auf den Planeten Terralysium umgesiedelt (Star Trek: Discovery: Folge 2.02 „New Eden“).
- 2056: Euthanasie-Programm des Colonel Phillip Green (Raumschiff Enterprise: Folge 3.22 „Seit es Menschen gibt“, Star Trek: Enterprise: Folge 4.20 „Dämonen“)
- 2063: Star Trek: Der erste Kontakt
5. April 11:00 MST: Zefram Cochrane startet in den USA das erste Raumschiff in der Geschichte der Menschheit mit Warp-Antrieb. Aufgrund dessen wird kurz darauf der erste Kontakt zwischen Menschen und einer außerirdischen Spezies, den Vulkaniern, hergestellt.
- 2067: Die United Earth Space Probe Agency startet die Sonde Friendship 1 (Star Trek: Raumschiff Voyager: Folge 7.21 „Friendship One“).
- 2069: Die SS Conestoga verlässt die Erde und bringt Siedler nach Terra Nova (Star Trek: Enterprise: Terra Nova). Die Irdisch-Kzintianischen Kriege enden (Die Enterprise: Folge 1.14 „Das Geheimnis der Stasis-Box“).
- 2078: Die Terra-Nova-Kolonie wird gegründet (Star Trek: Enterprise: Folge 1.06 „Terra Nova“).

#### 22. Jahrhundert
- 2102: Die ECS Horizon, ein Raumschiff der J-Klasse, wird in Dienst gestellt. (Star Trek: Enterprise: Horizon), Das Erden-Raumschiff SS Hokule'a, unter dem Kommando von Captain Melinda Snodgrass, beginnt mit der Tiefenraumerkundung des Ficus-Sektors. (Raumschiff Enterprise – Das nächste Jahrhundert: Folge 2.18 „Der Planet der Klone“)
- 2103: Der Mars wird von den Menschen kolonisiert. (Raumschiff Voyager: Folge 2.01 „Die 37er“)
- 2119: Zefram Cochrane zieht sich in den Ruhestand auf der Alpha-Centauri-Kolonie zurück, kurz darauf verschwindet er spurlos. (Raumschiff Enterprise: Folge 2.02 „Metamorphose“)
- 2143: Star Trek: Enterprise (Folge 2.24 „Erstflug“)
- 2151: Star Trek: Enterprise
  - Staffel 1
  - Die USS Enterprise (NX-01) unter Captain Jonathan Archer wird in Dienst gestellt
  - Erstkontakt der Menschheit mit zahlreichen außerirdischen Spezies, darunter Andorianer, Coridaner, Klingonen und Suliban
- 2152: Star Trek: Enterprise
  - Staffel 1 und 2
  - Erstkontakt mit den Romulanern, Tellariten und Tholianern (jeweils nur Audio) sowie den Risanern
- 2153: Star Trek: Enterprise
  - Staffel 2 und 3
  - Die Xindi führen mit einer Sonde einen Angriff auf die Erde durch, bei dem über sieben Millionen Menschen getötet werden
  - Erstkontakt mit den Xindi und den Sphärenbauern
- 2154: Star Trek: Enterprise
  - Staffel 3 und 4
  - Ende des Konflikts mit den Xindi
  - Ende des temporalen kalten Kriegs im 22. Jahrhundert
  - Augment-Krise
- 2155: Star Trek: Enterprise
  - Staffel 4
  - Verhandlungen zur Bildung einer Koalition der Planeten, einer Vorgängerorganisation der Föderation
- 2156: Beginn des Irdisch-Romulanischen Krieges. (Raumschiff Enterprise: Folge 1.08 „Spock unter Verdacht“, Star Trek: Enterprise: Folge 4.19 „Die dunkle Seite des Spiegels, Teil II“)
- 2160: In der Schlacht von Cheron kämpfen Streitkräfte der Menschen, Vulkanier, Andorianer und Tellariten gegen die Romulaner. Die Romulaner verlieren diese entscheidende Schlacht. (Raumschiff Enterprise: Spock unter Verdacht; Star Trek: Enterprise: Folge 4.19 „Die dunkle Seite des Spiegels, Teil II“)
- 2161: Gründung der „Vereinigten Föderation der Planeten“ (United Federation of Planets) in San Francisco durch Menschen, Vulkanier, Andorianer und Tellariten. Ihre primäre Aufgabe besteht in erster Linie darin, das Unbekannte zu suchen und zu erforschen. Des Weiteren ist sie ständig bestrebt, ihre friedliche Expansionspolitik fortzusetzen und neue Mitglieder aufzunehmen.

#### 23. Jahrhundert
- 2230er: Short Treks (Folge 2.05 „Das Mädchen, das die Sterne machte“)
- 2237: Die Enterprise (Folge 1.02 „Das Zeitportal“)
- 2239: Short Treks (Folge 1.03 „The Brightest Star“)
- 2245: Indienststellung der USS Enterprise (NCC-1701) unter dem Kommando von Captain Robert April
- 2254:
  - Short Treks (Folge 2.01 „Fragenrunde“)
  - Raumschiff Enterprise: Pilotfilm „Der Käfig“
- 2256–2257: Star Trek: Discovery: Staffel 1
- 2257: Short Treks (Folge 1.01 „Runaway“)
- 2257–2258: Star Trek: Discovery: Staffel 2
- 2259: Star Trek: Strange New Worlds: Staffel 1, Staffel 2
- 2250er: Short Treks (Folgen 1.04 „Houdini“, 2.02 „Immer Ärger mit Edward“, 2.03 „Keine Fragen“)
- 2265/66/67: Raumschiff Enterprise: Staffel 1
Die Fünf-Jahres-Mission der USS Enterprise (NCC-1701) mit 430 Mann Besatzung unter Captain James T. Kirk beginnt.
- 2266: Strange New Worlds (Folge 1.10 „Die Kunst der Gnade“)
- 2267–2285: Short Treks (Folge 2.04 „Ephraim und Dot“)
- 2267/68: Raumschiff Enterprise: Staffel 2
- 2267 oder 2268: Star Trek: Deep Space Nine (Folge 5.06 „Immer die Last mit den Tribbles“)
- 2268/69: Raumschiff Enterprise: Staffel 3
- 2269/70: Die Enterprise (Zeichentrick): Staffel 1
- 2270: Die Enterprise (Zeichentrick): Staffel 2
Die Fünf-Jahres-Mission der USS Enterprise (NCC-1701) mit 430 Mann Besatzung unter Captain James T. Kirk endet.
- 2273: Star Trek: Der Film
- 2285:
  - Star Trek II: Der Zorn des Khan
  - Star Trek III: Auf der Suche nach Mr. Spock
  - Zerstörung der USS Enterprise (NCC 1701)
- 2286:
  - Star Trek IV: Zurück in die Gegenwart
  - Indienststellung der USS Enterprise (NCC 1701-A)
- 2287:
  - Star Trek V: Am Rande des Universums
  - Hikaru Sulu verlässt die Enterprise und übernimmt das Kommando der USS Excelsior
- 2293:
  - Star Trek VI: Das unentdeckte Land
  - Der klingonische Mond Praxis, der entscheidend für die Energieversorgung des Imperiums ist, explodiert. Daraufhin kommt es zu einem langsamen Annäherungs- und Friedensprozess zwischen den Klingonen und der Föderation.
  - Star Trek: Raumschiff Voyager (Folge 3.02 „Tuvoks Flashback“)
  - Star Trek: Treffen der Generationen (Anfang)
  - Indienststellung der USS Enterprise (NCC-1701-B) unter dem Kommando von Captain John Harriman

#### 24. Jahrhundert
- 2311: Nach dem Tomed-Zwischenfall zwischen der Föderation und den Romulanern wird der Vertrag von Algeron unterzeichnet, in dem die Föderation auf die Erforschung und den Einsatz von Tarnvorrichtungen auf ihren Raumschiffen verzichtet. Anschließend gibt es für die nächsten 53 Jahre keinen direkten Kontakt mehr zwischen der Föderation und den Romulanern.
- 2324: Die ehemalige Imperatorin Philippa Georgiou aus dem Spiegeluniversum schließt sich Sektion 31, einer geheimen Abteilung der Sternenflotte an, um eine Massenvernichtungswaffe zu finden und zu neutralisieren, die sie einst selbst im Spiegeluniversum entwickeln ließ.[3] (Star Trek: Sektion 31)
- 2333: Jean-Luc Picard übernimmt auf der USS Stargazer sein erstes Kommando
- 2344: Die USS Enterprise (NCC-1701-C) wird bei der Verteidigung des klingonischen Außenpostens Narendra III zerstört. Ihr selbstloses Opfer bewegt die Klingonen dazu, eine Allianz mit der Föderation einzugehen (Raumschiff Enterprise – Das nächste Jahrhundert: Folge 3.15 „Die alte Enterprise“)
- 2346: Die Romulaner verüben ein Massaker auf der klingonischen Kolonie Khitomer. Zu den wenigen Überlebenden gehört Worf, der von einem Föderationsraumschiff gerettet wird und später der Sternenflotte beitritt (Raumschiff Enterprise – Das nächste Jahrhundert: Folge 3.17: „Die Sünden des Vaters“).
- 2346–2351: Die cardassianische Raumstation Terok Nor (später Deep Space 9) wird im Orbit von Bajor errichtet
- 2355: Die USS Stargazer muss nach einem Kampf mit einem Ferengi-Raumschiff aufgegeben werden (Raumschiff Enterprise – Das nächste Jahrhundert: Folge 1.09: „Die Schlacht von Maxia“)
- 2364: Raumschiff Enterprise – Das nächste Jahrhundert
  - Staffel 1
  - Indienststellung der USS Enterprise (NCC-1701-D) unter Captain Jean-Luc Picard
  - Doppelfolge 7.25–26 „Gestern, heute, morgen“
  - Erstkontakt mit den Q
  - Die Romulaner nehmen nach 53 Jahren Isolation wieder Kontakt zur Föderation auf
- 2365: Raumschiff Enterprise – Das nächste Jahrhundert
  - Staffel 2
  - Erstkontakt mit den Borg
- 2366: Raumschiff Enterprise – Das nächste Jahrhundert
  - Staffel 3
  - Jean-Luc Picard wird von den Borg entführt und assimiliert
- 2367: Raumschiff Enterprise – Das nächste Jahrhundert
  - Staffel 4
  - Schlacht bei Wolf 359; erster Versuch der Borg, die Erde zu erobern
  - Beginn des klingonischen Bürgerkriegs
- 2368: Raumschiff Enterprise – Das nächste Jahrhundert
  - Staffel 5
  - Ende des klingonischen Bürgerkriegs
  - versuchte Invasion der Romulaner auf Vulkan
- 2369
  - Raumschiff Enterprise – Das nächste Jahrhundert: Staffel 6
  - Star Trek: Deep Space Nine
    - Staffel 1
    - Nach dem Ende der cardassianischen Besatzung Bajors wird die im Orbit befindliche Raumstation Terok Nor unter der neuen Bezeichnung Deep Space 9 gemeinsam von der Föderation und den Bajoranern betrieben
    - In der Nähe von Bajor wird ein stabiles Wurmloch in den Gamma-Quadranten entdeckt
- 2370
  - Raumschiff Enterprise – Das nächste Jahrhundert
    - Staffel 7
    - Doppelfolge 7.25–26 „Gestern, heute, morgen“

  - Star Trek: Deep Space Nine
    - Staffel 2
    - Erstkontakt mit dem Dominion
    - Der Maquis tritt erstmals in Erscheinung
- 2371
  - Star Trek: Deep Space Nine
    - Staffel 3
    - Beginn eines kalten Kriegs zwischen den Großmächten des Alpha-Quadranten und dem Dominion
    - Indienststellung der  USS Defiant (NX-74205)

  - Star Trek: Treffen der Generationen – Zerstörung der USS Enterprise (NCC-1701-D)
  - Star Trek: Raumschiff Voyager
    - Staffel 1
    - Indienststellung der USS Voyager (NCC-74656) unter Captain Kathryn Janeway
    - Die Voyager und das Maquis-Schiff Val Jean werden durch den Fürsorger über 70.000 Lichtjahre weit in den Delta-Quadranten verschlagen
    - Erstkontakt mit zahlreichen Völkern des Delta-Quadranten, darunter Kazon, Nacene, Ocampa, Talaxianer und Vidiianer
    - Folgen 2.01 (Die 37er), 2.03 (Das Holo-Syndrom) und 2.04 (Elogium)
- 2372
  - Star Trek: Deep Space Nine
    - Staffel 4
    - Beginn des Klingonisch-Cardassianischen Kriegs
    - Beginn des Föderal-Klingonischen Kriegs

  - Star Trek: Raumschiff Voyager
    - Staffel 2
    - Die Kazon erobern die Voyager

  - Indienststellung der USS Enterprise (NCC-1701-E) unter Captain Jean-Luc Picard
- 2373
  - Star Trek: Deep Space Nine
    - Staffel 5
    - Ende des Klingonisch-Cardassianischen Kriegs
    - Ende des Föderal-Klingonischen Kriegs
    - Die Cardassianische Union tritt dem Dominion bei
    - Beginn des Dominion-Kriegs
    - Das Dominion erobert Deep Space 9

  - Star Trek: Raumschiff Voyager
    - Staffel 3
    - Rückeroberung der Voyager
    - Die Voyager erreicht den Heimatraum der Borg
    - Erstkontakt mit Spezies 8472

  - Star Trek: Der erste Kontakt – zweiter Versuch der Borg, die Erde zu erobern
- 2374
  - Star Trek: Deep Space Nine
    - Staffel 6
    - Die Föderation kann Deep Space 9 zurückerobern
    - Die Romulaner treten der Allianz gegen das Dominion bei

  - Star Trek: Raumschiff Voyager
    - Staffel 4
    - Erstkontakt mit den Krenim und den Hirogen
- 2375
  - Star Trek: Deep Space Nine
    - Staffel 7
    - Die Breen treten dem Dominion bei und starten einen Überraschungsangriff auf die Erde
    - Zerstörung der USS Defiant (NX-74205); das Schiff wird durch die USS Sao Paulo (NCC-75633) ersetzt, die in USS Defiant (NX-74205) umbenannt wird
    - Ende des Dominion-Kriegs

  - Star Trek: Raumschiff Voyager
    - Staffel 5
    - Erstkontakt mit den Malon

  - Star Trek: Der Aufstand
- 2376: Star Trek: Raumschiff Voyager
  - Staffel 6
  - Erstkontakt mit den Brunali
  - Reginald Barclay gelingt es, von der Erde aus Kontakt zur Voyager aufzunehmen
- 2377–2378: Star Trek: Raumschiff Voyager
  - Staffel 7
  - Rückkehr der Voyager in den Alpha-Quadranten
- 2379:
  - Star Trek: Nemesis
  - William T. Riker verlässt gemeinsam mit Deanna Troi die Enterprise und übernimmt das Kommando der USS Titan.
- 2380: Star Trek: Lower Decks
  - Staffel 1
  - Folge 4.08 „Höhlen“ (teilweise)
- 2381:
  - Star Trek: Lower Decks: Staffel 2, Staffel 3, Staffel 4
  - Star Trek: Strange New Worlds (Folge 2.07 „Tierisch olle Sternenreisende“, teilweise)
- 2383–2384: Star Trek: Prodigy
  - Staffel 1
  - Sechs Kinder finden im Delta-Quadranten das verlassene Sternenflotten-Raumschiff USS Protostar.
- 2384–2385: Star Trek: Prodigy
  - Staffel 2
- 2385, 5. April: Durch einen Angriff von außer Kontrolle geratenen Androiden werden weite Teile der Infrastruktur auf dem Mars zerstört, ebenso eine Flotte von Raumschiffen zur Evakuierung von Romulus. Als Konsequenz werden alle künstlichen Lebensformen in der Föderation verboten und weitere Bemühungen zur Evakuierung von Romulanern eingestellt (Short Treks: Folge 2.06 „Kinder des Mars“, Star Trek: Picard: Folge 1.01 „Gedenken“ und 1.02 „Karten und Legenden“).
- 2387: Star Trek (Star Trek XI): Romulus wird durch eine Supernova zerstört, Spock und Nero werden in die Vergangenheit geworfen, Entstehung der Kelvin-Zeitlinie
- 2390: Star Trek: Raumschiff Voyager (Folge 5.06 „Temporale Paradoxie“)
- 2395: Raumschiff Enterprise – Das nächste Jahrhundert (Doppelfolge 7.25–26 „Gestern, heute, morgen“)
- 2399: Star Trek: Picard: Staffel 1

#### 25. Jahrhundert
- 2401: Star Trek: Picard: Staffel 2
- 2401–2402: Star Trek: Picard: Staffel 3
- 2404: Star Trek: Raumschiff Voyager (Folge 7.25 „Endspiel – Teil 1“)
- 2410: Alexander Rozhenko reist zurück ins Jahr 2370 (Raumschiff Enterprise – Das nächste Jahrhundert: Folge 7.21 „Ritus des Aufsteigens“)
- ca. 2450: Star Trek: Deep Space Nine (Folge 4.03 „Der Besuch“, Rahmenhandlung)

#### 26. Jahrhundert
- Star Trek: Enterprise (Folge 3.18 „Azati Prime“)

#### 27. Jahrhundert
- Zwei Angehörige des Volks der Vorgonen reisen aus diesem Jahrhundert zurück ins Jahr 2366, um ein Artefakt namens Tox Uthat zu finden (Raumschiff Enterprise – Das nächste Jahrhundert: Folge 3.19: „Picard macht Urlaub“).

#### 28. Jahrhundert
- Der Befehlshaber der Suliban-Cabal in den 2250er Jahren agiert aus diesem Jahrhundert heraus (Star Trek: Enterprise: Doppelfolge 1.26 und 2.01 „Die Schockwelle“).

#### 29. Jahrhundert
- Captain Braxton reist aus diesem Jahrhundert zurück ins Jahr 2373 und will die USS Voyager zerstören, da er glaubt, nur so die Vernichtung des Sonnensystems verhindern zu können. Durch die Gegenwehr der Voyager wird diese auf die Erde des Jahres 1996 verschlagen, Braxton hingegen ins Jahr 1967 (Star Trek: Raumschiff Voyager: Doppelfolge 3.08–09 „Vor dem Ende der Zukunft“).
- Star Trek: Raumschiff Voyager (Folge 5.24 „Zeitschiff Relativity“)
- Einige Angehörige des Volks der Na’kuhl (einer Fraktion im Temporalen Kalten Krieg) reisen aus diesem Jahrhundert zurück ins Jahr 1944 und verbünden sich mit Nazi-Deutschland (Star Trek: Enterprise: Doppelfolge 4.01–02 „Sturmfront“)

#### 31. Jahrhundert
- Star Trek: Enterprise (Doppelfolge 1.26 und 2.01 „Die Schockwelle“)
- Star Trek: Raumschiff Voyager (Folge 4.23 „Der Zeitzeuge“)
- ca. 3069: Irgendwann in diesem Zeitraum ereignet sich der Brand, ein Ereignis, bei dem ein Großteil des Dilithiums in der Galaxie explodiert. Da Dilithium essenziell für Raumschiffe mit Warp-Antrieb ist, wird die interstellare Raumfahrt durch den Brand erheblich eingeschränkt. Infolgedessen kommt es zu einem weitgehenden Kollaps der Föderation (Star Trek: Discovery: Folge 3.01 „Ein Zeichen der Hoffnung, Teil 1“). Die Erde verlässt die Föderation (Star Trek: Discovery: Folge 3.03 „Bewohner der Erde“, Folge 3.05 „Die Bewährungsprobe“).

#### 32. Jahrhundert
- 3188–3189: Star Trek: Discovery: Staffel 3
- 3190: Star Trek: Discovery: Staffel 4
- 3191: Star Trek: Discovery: Staffel 5

#### 33. Jahrhundert
- Star Trek: Discovery (Folge 5.10 „Das Leben an sich“, Epilog)

#### 43. Jahrhundert
- Short Treks (Folge 1.02 „Calypso“)

### Kelvin-Zeittafel
- 2233–2258: Star Trek
- 2259: Star Trek Into Darkness
- 2262: Star Trek Beyond